# Klášter (Teplá)
Klášter (németül Tepl Stift) Teplá településrésze Csehországban a Karlovy Vary-i kerület Chebi járásában. Központi községétől 2 km-re keletre fekszik. A 2001-es népszámlálási adatok szerint 192 lakóháza és 143 lakosa van.